# Cotorra de Xile
La cotorra de Xile o cotorra xilena (Enicognathus leptorhynchus) és una espècie d'ocell de la família dels psitàcids habita boscos i camp obert de les terres baixes centrals de Xile.